# Slana, Alaska
Slana, Alaska (енгл. Slana) насељено је место без административног статуса у америчкој савезној држави Аљаска.

## Демографија
По попису из 2010. године број становника је 147, што је 23 (18,5%) становника више него 2000. године.
| Група             | 2000.       | 2010.       |
| Белци             | 100 (80,6%) | 122 (83,0%) |
| Афроамериканци    | 0 (0,0%)    | 1 (0,7%)    |
| Азијати           | 1 (0,8%)    | 0 (0,0%)    |
| Хиспаноамериканци | 0 (0,0%)    | 0 (0,0%)    |
| Укупно            | 124         | 147         |